# Paul Mederow

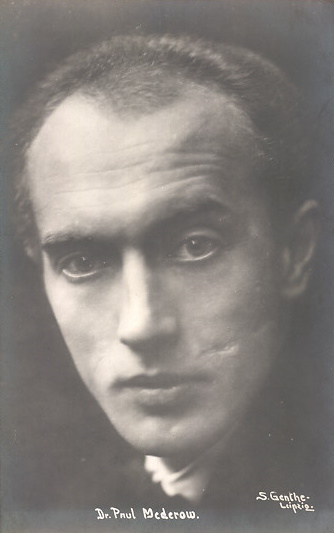
Mederow, etwa 1918 fotografiert von Selma Genthe

Paul Friedrich Wolfgang Mederow (* 30. Juni 1887 in Stralsund; † 17. Dezember 1974 in Brissago, Kanton Tessin) war ein deutscher Schauspieler und Hörspielsprecher.

## Leben

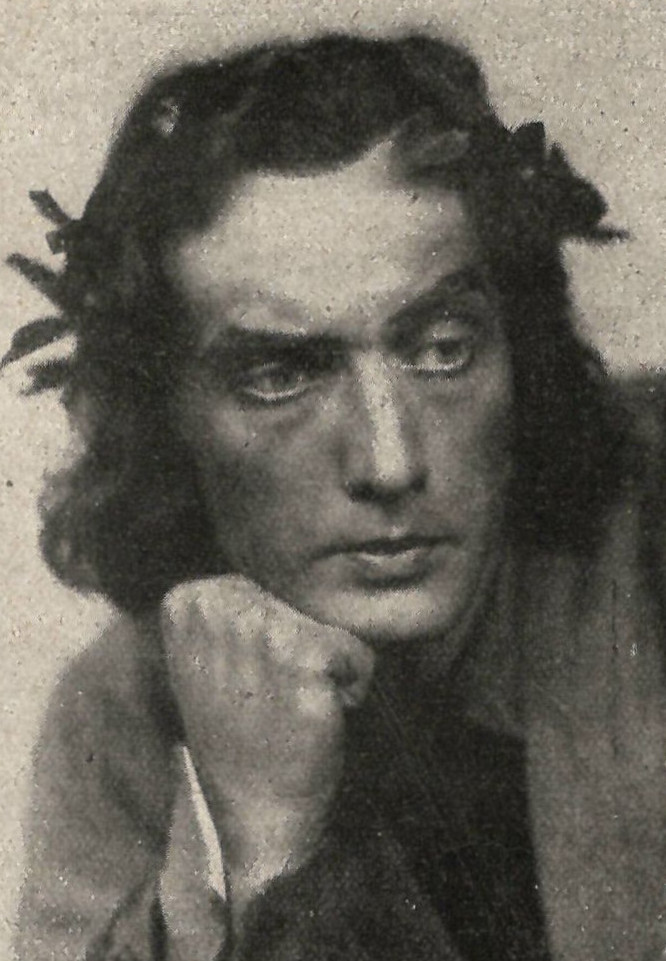
Paul Mederow als Faust, um 1919 fotografiert von Selma Genthe

Nach Abitur und Studium wurde Paul Mederow 1909 zum Doktor der Philosophie promoviert. Es folgte eine Schauspielausbildung bei Friedrich Kayssler. Erste Rollen spielte er an dem Staatstheater in Cottbus und dem Stadttheater in Pforzheim. Von 1915 bis 1921 war er am Schauspielhaus in Leipzig und Theatern in Berlin und Wien (Volkstheater) engagiert. Unter der Direktion von Rudolf Beer trat Paul Mederow am Volkstheater in Wien in einer Fassung beider Teile von Goethes Faust auf.
Paul Mederow wirkte ab 1919 in verschiedenen Film- und in späteren Jahren auch in Fernsehproduktionen mit. Darunter befand sich der nationalsozialistische Propagandafilm Jud Süß, der heute in Deutschland als Vorbehaltsfilm nur unter strengen Voraussetzungen aufgeführt werden kann. Paul Mederow spielte aber auch in Kriminal- und Unterhaltungsfilmen wie im Jahr 1931 M von Fritz Lang mit Peter Lorre, Gustaf Gründgens und Theo Lingen, Reifende Jugend aus dem Jahr 1933 von Carl Froelich mit Horst Beck, Heinrich George und Albert Florath und 1940 Kora Terry in der Regie von Georg Jacoby mit Marika Rökk, Will Quadflieg und Josef Sieber.
Im Fernsehen war er unter anderem in zwei Folgen der Serie Das Kriminalmuseum zu sehen. Paul Mederow war auch in einigen Hörspielen als Sprecher tätig und arbeitete zudem als Synchronsprecher.
Paul Mederow veröffentlichte im Jahr 1925 den Band Das Spiel vom Doktor Faust. Aus der Tragödie beiden Teilen für die Aufführung an einem Abend herausgehoben.

## Filmografie (Auswahl)
- 1919: Der verführte Heilige
- 1920: Der siebente Tag
- 1920: Die Tophar-Mumie
- 1930: Brand in der Oper
- 1931: 1914, die letzten Tage vor dem Weltbrand
- 1931: M
- 1931: Im Geheimdienst
- 1932: Goethe–Gedenkfilm – 1. Der Werdegang
- 1933: Polizeiakte 909 (Taifun)
- 1933: Reifende Jugend
- 1933: Des jungen Dessauers große Liebe
- 1934: Hermine und die sieben Aufrechten
- 1934: Hundert Tage
- 1935: Der Vogelhändler
- 1935: Künstlerliebe
- 1935: Anschlag auf Schweda
- 1935: Krach im Hinterhaus
- 1936: August der Starke
- 1936: Wenn wir alle Engel wären
- 1937: Fahndungsakte D.V.C. – Ein Tatsachenbericht
- 1937: Die Mühle von Werbelin
- 1937: Man spricht über Jaqueline
- 1937: Gewitterflug zu Claudia
- 1938: Das verlorene Lächeln
- 1939: Autobanditen
- 1940: Leidenschaft
- 1940: Weißer Flieder
- 1940: Der Feuerteufel
- 1940: Jud Süß
- 1940: Falschmünzer
- 1940: Kora Terry
- 1942: Sein Sohn
- 1942: Hochzeit auf Bärenhof
- 1943: Die goldene Spinne
- 1950: Frauenarzt Dr. Prätorius
- 1950: Melodie des Schicksals
- 1951: Der Untertan
- 1953: Vati macht Dummheiten
- 1953: Der verzauberte Königssohn
- 1962: Antigone (Fernsehfilm)
- 1963: Der Nachfolger (Fernsehfilm)
- 1963: Das Kriminalmuseum: Die Frau im Nerz (Fernsehfilm)
- 1964: Schuß in D–Moll (Fernsehfilm)
- 1964: Das Kriminalmuseum: Der stumme Kronzeuge (Fernsehfilm)
- 1966: Der Zauberer Gottes (Fernsehfilm)

## Hörspiele (Auswahl)
- 1949: Der Kampf mit dem Himmel
- 1949: Die goldenen Leuchter
- 1949: Die Rückkehr des verlorenen Sohnes
- 1950: Der Sprung über den Schatten
- 1950: Spiel in der Nachsaison
- 1953: Sir Michaels Abenteuer
- 1954: Ein Wunder kostet nur fünf Piaster

## Werke
- 1925: Das Spiel vom Doktor Faust. Aus der Tragödie beiden Teilen für die Aufführung an einem Abend herausgehoben. O. Elsner Verlagsgesellschaft, Berlin.